# Fria demokraterna
Fria demokraterna är ett politiskt parti i Ukraina. Partiet blev bildat 2 november 1999. 
Ledare för partiet är affärsmannen Michail Brodsky och Tjerkasys borgmästare Serhij Olehovytj Odarytj. 
Partiet deltog i parlamentsvalet 2007, men kom inte in i parlamentet, det fick endast 0,2% av rösterna. 